# Yakovlev Yak-19
Le Yakovlev Yak-19 est un prototype d'avion de chasse soviétique construit en 1947. Il était alors le deuxième chasseur Yakovlev à réaction après le Yak-15, et le premier avion conçu par l'OKB avec un fuselage à revêtement travaillant tout en métal et un système hydraulique. Le Yak-19 fut le deuxième avion soviétique à utiliser un turboréacteur à postcombustion, le Klimov RD-10F, et le dernier avion Yakovlev à utiliser le moteur RD-10F, une version dérivée du réacteur allemand Jumo 004. Seuls deux exemplaires furent construits. Désignation USAF/DoD : Type 7.

## Conception et développement
Au printemps 1946 l'OKB-115 proposa la conception du Yak-19. L'avion devait être tout en métal, à ailes droites et doté d'un train d'atterrissage tricycle avec suspension à levier, qui allait devenir la référence des développements futurs de chasseurs en URSS. La conception du Yak-19 était une avancée radicale par rapport aux Yak-15 et Yak-17. Toutes les surfaces de la queue étaient en métal, mais seuls les élévateurs étaient dotés de volets.
Si le Yak-15, construit en 1945, était le premier chasseur soviétique avec un échappement sous le fuselage, le Yak-19, sorti en 1946, fut le premier chasseur soviétique avec un échappement dans l'axe du fuselage, bien plus bénéfique sur le plan aérodynamique. Le Yak-19 était doté d'une aile à mi-hauteur à profil laminaire conçue par le TsAGI, de construction entièrement métallique. Le train d'atterrissage tricycle était à pneumatiques, et avait trois amortisseurs remplis d'azote. Le train avant était constitué d'une roulette, et se rétractait vers l'avant derrière les canalisations d'air alimentant le moteur, caréné par deux portes. La capacité en carburant était de 815 litres (179,3 USgal) dans deux réservoirs situés dans le fuselage, ainsi que 11 litres stockés dans le démarreur du moteur afin de faciliter l'allumage de la chambre de postcombustion, qui était alimentée par une pompe électrique séparée.
Le cockpit avait un pare-brise pare-balles. L'armement se composait de deux canons Nudelman-Suranov NS-23 de 23 mm, approvisionnés de 70 à 75 coups chacun.

## Tests
La construction du Yak-19 n'a nécessité que quatre mois, commençant le 1er août et étant achevée le 29 novembre 1946. L'ingénieur en chef était initialement L. Shehler, mais il fut rapidement remplacé par N. Skrzhinskiy, puis par L. Selyakov pendant la phase des essais en vol.
Deux prototypes furent construits, et ne reçurent jamais de peinture. Il se trouva qu'ils n'étaient qu'à peine plus lourds que les Yak-15 et Yak-17. Le premier prototype, le Yak-19-I numéroté « 0.011.501 », portait l'indicatif « Yellow 24 », et un nombre « 5 » sur le bas de la dérive. Achevé le 30 novembre 1946, il commença immédiatement sa phase de tests par des essais de roulage, mais le 12 décembre, lors du démarrage de son moteur, un incendie se produisit, en raison d'une fuite de combustible et d'une combustion défaillante, conséquence de l'utilisation de joints de mauvaise qualité dans le moteur. Il fut ensuite remis en état et déplacé le 26 décembre à l'aéroport de Ramenskoïe. Il reprit ensuite les essais de roulage le lendemain, et effectua son premier vol d'essai le 8 janvier 1947 avec le colonel Mikhail Ivanov aux commandes, décollant de l'aérodrome de l'institut de recherches en vol de Gromov (LII), à Joukovski. En vol, l'avion fut jugé comme ayant des caractéristiques agréables et prévisibles. Son plus gros problème était par-contre sa postcombustion, qui entraînait une légère baisse de la poussée à sec que pouvait produire le moteur. Pire encore, cette PC était allumée par une procédure compliquée et très peu fiable, qui aurait été inutile en combat. Ce prototype fut modifié par la suite avec un gouvernail à bout carré. Du 2 mars au 18 mai 1947, aucun vol ne fut effectué, en raison de la nécessité du remplacement du moteur, qui se faisait attendre à l'usine. En conséquence, le premier vol soviétique à avoir employé une postcombustion ne fut effectué que le 21 mai 1947. Pendant ce vol, la postcombustion fut allumée à une altitude de 3 000 m, ce qui permit à la vitesse de l'avion de passer de 580 à 670 km/h. Le même test fut effectué le jour suivant, avec cette fois-ci une augmentation de vitesse de 600 à 700 km/h.
Le deuxième prototype, le Yak-19-II numéroté « 0.011.502 », portait l'indicatif « Yellow 25 », et un nombre « 2 » sur le bas de la dérive. Il fut prêt pour le 6 juin 1947 et fut visible lors du défilé aérien de Touchino, le 3 août 1947. Les différences avec le premier prototype n'étaient que mineures : le Yak-19-II avait un dièdre négatif de 4° sur les stabilisateur horizontaux et était équipé de réservoirs accrochés sous le bout de ses ailes, comme le Yak-17.
SN Anokhin était le pilote d'essai pendant les tests du NII-VVS, qui s'achevèrent le 21 août 1947. Il admit que l'avion possédait de bonnes qualités de pilotage mais estima que son moteur était dépassé, manquait de puissance et était trop peu fiable. Après avoir échoué aux tests d'acceptation de l'État se déroulant du 17 octobre 1947 au 30 janvier 1948 (pour des raisons parmi lesquelles on peut trouver un manche à balai exigeant beaucoup de force, une absence de chauffage ou de ventilation, et un armement insuffisant), la poursuite du développement fut abandonnée. Le glas sonna également pour le Yak-19, avec l'arrivée du dérivé du Rolls-Royce Derwent, le Klimov RD-500, qui apporta de gros progrès en matière de poussée, de fiabilité, de résistance, d'endurance et de facilité d'entretien.
En tout, 64 vols ont été réalisés, pour une durée totale de vol de 30 heures et 23 minutes. Aucune appellation ASCC (Air Standardization Coordination Committee) ne fut allouée, et l'avion resta inconnu à l'Ouest jusqu'aux années 1970.

## Versions
- Yak-19-I : Premier prototype,
- Yak-19-II : Second prototype, possédant quelques améliorations.

### Développement lié
- Yakovlev Yak-15
- Yakovlev Yak-17
- Yakovlev Yak-23
- Yakovlev Yak-25

### Aéronefs comparables
- Republic XP-84
- Bell XP-83
- Chance-Vought F6U Pirate
- Supermarine Attacker